# 陸泰
陸泰（？—？），字惟安，號魯峯，浙江寧波府鄞縣人，軍籍，明朝政治人物。

## 生平
浙江鄉試第六十三名舉人。嘉靖三十二年（1553年）中式癸丑科三甲第三十名進士。改庶吉士，三十四年十月授翰林院检讨，四十三年六月升侍读。隆慶中调任南京禮部祠祭司郎中，四年（1570年）十月升福建按察司副使提調學校。万历二年（1574年）六月复除福建提学副使。

## 家族
曾祖陸培；祖父陸偲；父陸鋼，母包氏。弟陆水、陆滎、陆澩，俱生员。